# Chrysopa silvestrina
Chrysopa silvestrina is een insect uit de familie van de gaasvliegen (Chrysopidae), die tot de orde netvleugeligen (Neuroptera) behoort. 
Chrysopa silvestrina is voor het eerst wetenschappelijk beschreven door Navás in 1929.